# Bengt Michanek

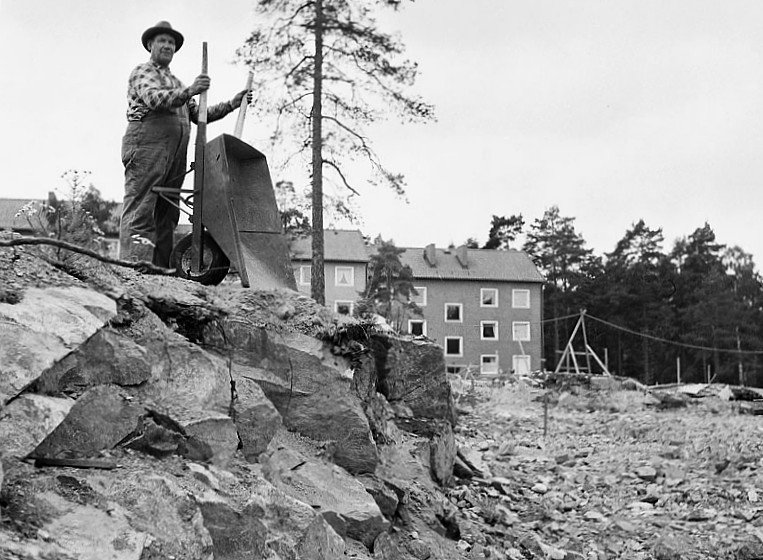
En man med en skottkärra vid byggområde i Blackeberg, 1955. Fotograf: Bengt Michanek

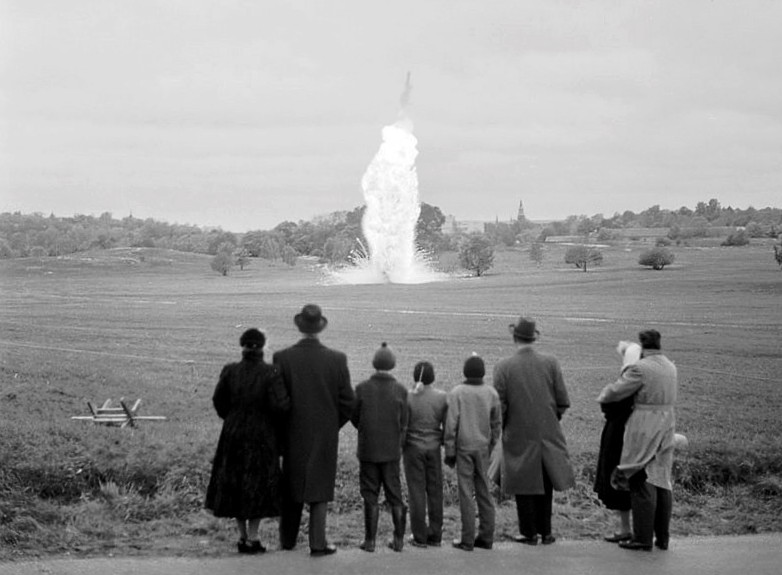
Simulering av atombombssprängning på Gärdet i Stockholm 1955. Foto: Bengt Michanek

Bengt Michanek, född 29 augusti 1937, är en svensk fotograf och journalist.
Bengt Michanek är son till journalisten Karl Gustav Michanek. Han fotograferade som frilansfotograf bland annat för bildtidskriften Se och Veckojournalen. Han porträtterade kulturpersonligheter, idrottsstjärnor och den första generationen svenska kändisar på 1950-  och, framför allt, 1960-talen. Han övergick senare till att vara journalist på Aftonbladet. Han har varit gift med Kristina Ahlmark-Michanek.

## Palmemordet
Michanek var, tillsammans med kollegor från Aftonbladet, tredje journalist på plats efter mordet på Olof Palme den 28 februari 1986. Han redogjorde för sina intryck från mordplatsen i ett avsnitt av tv-programmet Diskutabelt på TV3 1989. Michaneks reportagebil anlände enligt egen utsago några minuter efter att ambulanserna lämnat platsen. I programmet berättar Michanek att han upplevde ett väldigt litet polispådrag på mordplatsen; en liten avspärrning kring blodpölen, endast en polisbil och en ensam polisman. Han beskrev den låga polisiära aktiveteten med ord som "ödslig" och "litet overklig".